# Earned It
Earned It (auch bekannt als Earned It (Fifty Shades of Grey)) ist ein Lied des Contemporary-R&B-Sängers The Weeknd. Es handelt sich dabei um das Titellied des Films Fifty Shades of Grey und erschien sowohl als Single, auf dem Soundtrack zum Film als auch auf The Weeknds zweitem Album Beauty Behind the Madness.

## Hintergrund
Der Soundtrack zu Fifty Shades of Grey wurde bereits zwei Jahre vor Fertigstellung des Films konzipiert. Relativ früh wurden bestimmte Künstler angefragt, darunter auch The Weeknd, der sich sehr interessiert zeigte und eine ganze Reihe von Songs für verschiedene Szenen konzipierte. Earned It und Where You Belong waren letztlich die einzigen, die für den Soundtrack verwendet wurden. Allerdings kommt Earned It als einziger Song zweimal im Film vor. Das Video zum Lied erschien am 21. Januar 2014 über YouTube und Vevo. Es wurde von Sam Taylor-Johnson, der Regisseurin des Films, im Palace Theater in Los Angeles gedreht. Das Musikvideo verzichtet auf die Verwendung von Szenen aus dem Film, der zum Zeitpunkt der Veröffentlichung des Videos noch nicht erschienen war, sondern zeigt eine exklusive Bondage-Szene mit der Schauspielerin Dakota Johnson. The Weeknd singt dazu auf einer Bühne mit einer Reihe von Go-go-Tänzerinnen.

## Preise
Earned It gewann bei den Grammy Awards 2016 den Grammy für den besten R&B-Song. Außerdem war er bei der Oscarverleihung 2016 für den Oscar als bester Filmsong nominiert, unterlag jedoch Sam Smiths Writing’s on the Wall aus James Bond 007: Spectre.

## Kommerzieller Erfolg

### Chartplatzierungen
Die Single erreichte zahlreiche Platzierungen in Charts auf der ganzen Welt. In den Billboard-Charts markierte sie mit Platz 3 die erste Top-5-Single für The Weeknd.
| ChartsChartplatzierungen       | Höchstplatzierung | Wochen |
| ------------------------------ | ----------------- | ------ |
| Deutschland (GfK)              | 17 (24 Wo.)       | 24     |
| Kanada (MC)                    | 7 (29 Wo.)        | 29     |
| Österreich (Ö3)                | 21 (20 Wo.)       | 20     |
| Schweiz (IFPI)                 | 7 (38 Wo.)        | 38     |
| Vereinigte Staaten (Billboard) | 3 (43 Wo.)        | 43     |
| Vereinigtes Königreich (OCC)   | 4 (42 Wo.)        | 42     |

| ChartsJahrescharts (2015)      | Platzierung |
| ------------------------------ | ----------- |
| Deutschland (GfK)              | 89          |
| Schweiz (IFPI)                 | 28          |
| Vereinigte Staaten (Billboard) | 9           |
| Vereinigtes Königreich (OCC)   | 26          |

### Auszeichnungen für Musikverkäufe
| Land/Region                  | Auszeichnungen für Musikverkäufe (Land/Region, Auszeichnung, Verkäufe) | Verkäufe   |
| ---------------------------- | ---------------------------------------------------------------------- | ---------- |
| Australien (ARIA)            | 6× Platin                                                              | 420.000    |
| Belgien (BRMA)               | Gold                                                                   | 15.000     |
| Brasilien (PMB)              | 2× Diamant                                                             | 500.000    |
| Dänemark (IFPI)              | 3× Platin                                                              | 270.000    |
| Deutschland (BVMI)           | Platin                                                                 | 400.000    |
| Frankreich (SNEP)            | Gold                                                                   | 297.000    |
| Italien (FIMI)               | Platin                                                                 | 50.000     |
| Kanada (MC)                  | 6× Platin                                                              | 480.000    |
| Neuseeland (RMNZ)            | 4× Platin                                                              | 120.000    |
| Norwegen (IFPI)              | 2× Platin                                                              | 80.000     |
| Polen (ZPAV)                 | 2× Platin                                                              | 40.000     |
| Portugal (AFP)               | 2× Platin                                                              | 20.000     |
| Schweden (IFPI)              | 3× Platin                                                              | 120.000    |
| Spanien (Promusicae)         | 2× Platin                                                              | 120.000    |
| Vereinigte Staaten (RIAA)    | Diamant                                                                | 10.000.000 |
| Vereinigtes Königreich (BPI) | 3× Platin                                                              | 1.800.000  |
| Insgesamt                    | 2× Gold · 44× Platin · 3× Diamant ·                                    | 14.732.000 |

Hauptartikel: The Weeknd/Auszeichnungen für Musikverkäufe